# Alto Bío-Bío
Alto Bío-Bío és una comuna xilena a la província homònima (Regió del Bío-Bío) a 89,4 km (55,55 milles) a l'est de Los Ángeles i Ralco és el centre administratiu de la comuna, i 597,3 km (371,14 milles) al sud de la ciutat de Santiago. D'acord amb les dades del cens INE del 2002, Alto Bío-Bío tenia 7.027 habitants i una àrea de 2.124,6 km². Normalment s'hi accedeix des del costat est de la carretera Panamericana en Los Ángeles i també connecta la comuna amb la resta del país.